# Fernando López Martín
Fernando López Martín (1882-c. 1942) fue un poeta y dramaturgo español.

## Biografía
Habría nacido en 1882. Descrito como un autor «tardomodernista», además de «olvidado», fue autor de libros de poesía como La raza del sol, Sinfonías bárbaras, Oraciones paganas, El huerto pródigo, además de cultivar el teatro con piezas como el drama Blasco Jimeno, estrenado en el Teatro Español en marzo de 1919, o el poema dramático El rebaño, estrenado en 1921 con Enrique Borrás en el papel principal. La Biblioteca Nacional de España data su fallecimiento de forma dubitativa en 1942. Julio Cejador le describía como «poeta nada decadente ni modernista, antes bravio y esperanzado y de rotundo y firme versificar, que canta la salud y la fuerza, como dijo Cansinos Assens, y recuerda en el tono á Gabriel y Galán».